# マルコ・メランドリ
マルコ・メランドリ（Marco Melandri、1982年8月7日 - ）は、イタリア・ラヴェンナ出身のモーターサイクル・ロードレースライダー。2002年ロードレース世界選手権GP250チャンピオン。同選手権で史上最年少デビュー（15歳と24日）。前・同選手権史上最年少優勝記録保持者（GP125クラス。15歳と324日）。

## 来歴

### イタリア国内での活躍
- 1996年 - ホンダトロフィー125ランキング13位
- 1997年 - イタリア選手権125チャンピオン
  - ヨーロッパ選手権125ランキング4位
  - ロードレース世界選手権1戦参戦（ホンダ）

### 125cc時代 (1998-1999)
- 1998年 - ロードレース世界選手権GP125ランキング3位（ホンダ）
- 1999年 - ロードレース世界選手権GP125ランキング2位（ホンダ）

### 250cc時代 (2000-2002)
- 2000年 - ロードレース世界選手権GP250ランキング5位（アプリリア ）
- 2001年 - ロードレース世界選手権GP250ランキング3位（アプリリア）
- 2002年 - ロードレース世界選手権250チャンピオン（アプリリア）

### MotoGP時代 (2003-2010)
2003年シーズンより満を持してMotoGPクラスにステップアップし、当初はヤマハに2年間所属したものの、大きな成績を挙げられなかったが、2005年より、ホンダに移籍すると初勝利を含む2勝を挙げ、ランキング2位に躍進、翌年以降もトップ争いに絡む実力を発揮した。
2008年にはドゥカティ・ワークスに移籍し、トップライダーとして期待されたが、デスモセディチGP8を乗りこなす事が出来ず、なんと自己最低のシーズン17位に低迷してしまい、シーズン中盤にはカワサキへの移籍契約を結んだ。
しかし2008年シーズン終了後にカワサキがMotoGPからの撤退を発表、メランドリはシート喪失の危機に見舞われたが、それでもMotoGPへの出場を熱望し続けた事により、MotoGP主催のドルナ社による働きかけもあり、カワサキはハヤテ・レーシングとして1台体制ながら存続する事となり、メランドリは希望通り継続参戦出来る事になった。
迎えた2009年シーズンは勝利こそ挙げられなかったものの、第4戦フランスGPではスタート直後からの降雨によるレインコンディションでのマシン交換の際、タイミングを図って上位に進出し、そのまま2位でフィニッシュし、表彰台に上がる大健闘を見せると、その後も安定した成績を残し、シーズンを10位で終えた。この実績が認められ、2010年シーズンのホンダ復帰をすんなり決定させ、グレシーニ・レーシングに所属、2010年シーズンに挑んだが、昨年と同じく10位に留まり、最高位は5位であった。

### スーパーバイク世界選手権 (2011-2014)
2011年はスーパーバイク世界選手権にヤマハワークスチームから参戦し、初参戦ながらランキング2位を獲得した。
2012年は前年限りで選手権から撤退したヤマハからBMWワークスへと移籍し、スーパーバイク2年目のシーズンを戦った。第5戦ドニントン・パークラウンドのレース1で優勝し、参戦4年目のBMWに念願の初優勝をもたらすなど、6度の優勝を飾り総合3位だった。BMWはこの年限りでワークスチームを撤退させ、BMWモトラッド・イタリアにワークス活動を引き継ぐことを発表した。
2013年はワークス活動を引き継ぐBMWモトラッド・イタリアが運営するチームからの参戦となった。メランドリは3度の優勝を獲得し、総合4位でシーズンを終えた。BMWは前年の自社ワークスチーム撤退に続き、BMWモトラッド・イタリアの撤退を決めたため、BMWのスーパーバイクでのワークス活動はこの年で終了した。
2014年はアプリリアに移籍して年間ランキング総合4位。しかし、アプリリアがMotoGPに専念するためにスーパーバイクからの撤退を決めたため、アプリリアのスーパーバイクでのワークス活動はこの年で終了した。

### MotoGPに再参戦 (2015)
2015年は古巣とも言えるアプリリア・レーシング・グレシーニからMotoGPに復帰したが、戦闘力の低いマシンに大苦戦し、常に下位争いをするレースが続いた。第9戦ザクセンリンクGPを前にチームからの離脱を発表。ノーポイントのままMotoGPの2015年シーズンを終えることとなった。オフシーズン中からアプリリアのMotoGP機のフィーリングが掴めず、メランドリ本人はスーパーバイクへの復帰を望んだが、チームから認めてもらえなかった。

## 戦績
- 2003年 - ロードレース世界選手権MotoGPランキング15位（フォルトゥナ・ヤマハ・テック3）
- 2004年 - ロードレース世界選手権MotoGPランキング12位（フォルトゥナ・ゴロワーズ・テック3ヤマハ)
- 2005年 - ロードレース世界選手権MotoGPランキング2位 2勝〔トルコ、バレンシア〕（テレフォニカ・モビスター・ホンダグレシーニ）
- 2006年 - ロードレース世界選手権MotoGPランキング4位 3勝〔トルコ、フランス、オーストラリア〕（フォルトゥナ・ホンダ・グレシーニ）
- 2007年 - ロードレース世界選手権MotoGPランキング5位（ホンダ・グレシーニ）
- 2008年 - ロードレース世界選手権MotoGPランキング17位（ドゥカティ・チーム）
- 2009年 - ロードレース世界選手権MotoGPランキング10位（ハヤテ・レーシング・チーム/カワサキ・ZX-RR）
- 2010年 - ロードレース世界選手権MotoGPランキング10位（グレシーニ・レーシング・チーム/ホンダ）
- 2011年 - スーパーバイク世界選手権ランキング2位（ヤマハ・ワールドスーパーバイク・チーム）
- 2012年 - スーパーバイク世界選手権ランキング3位（BMW Motorrad Motorsport）
- 2013年 - スーパーバイク世界選手権ランキング4位（BMW Motorrad Goldbet SBK）
- 2014年 - スーパーバイク世界選手権ランキング4位（Aprilia Racing Team）
- 2015年 - ロードレース世界選手権MotoGPランキング外（Aprilia Racing Team Gresini）
- 2017年 - スーパーバイク世界選手権ランキング4位（Aruba.it Racing - Ducati Team）
- 2018年 - スーパーバイク世界選手権ランキング5位（Aruba.it Racing - Ducati Team）
- 2019年 - スーパーバイク世界選手権ランキング9位（GRT Yamaha WorldSBK)

## 参照
1. ↑  http://www.worldsbk.com/en/news/2012/BMW%20Motorrad%20realigns%20activities%20but%20SBK%20commitment%20continues
2. ↑  http://www.worldsbk.com/en/news/2013/BMW%20Motorrad%20continues%20its%20strategic%20realignment%20in%20motorsport
3. ↑  http://uk.aprilia.com/uk/en/index/news/2013/Marco-Melandri-with-Aprilia-in-WSBK-2014.html
4. ↑  https://itatwagp.com/2015/07/09/motogp-3435/